# اسلاووتیچ
اسلاووتیچ (به اوکراینی: Славу́тич) شهری در استان کیف در کشور اوکراین واقع شده‌است. جمعیت این شهر ۲۴,۶۸۵ نفر (۲۰۲۱ تخمینی) است.